# Напрсни крст
Напрсни крст. Поред панагије, знак епископског достојанства је и напрсни крст. Енколпија (грч. έν κολπειώ) — нешто што стоји у грудима или на грудима; отуда: кутијица са реликвијама (обично крстић, медаљон, Христов монограм и др.) крст на грудима владика; напрсник — иконица Христа коју архијереј, поред панагије, носи о ланцу на грудима.
Право да носе крст у Српској православној цркви имају протојереји-ставрофори и архимандрити, о чему одлучује Свети архијерејски синод на предлог епархијског архијереја.